# Municipio de Providence (condado de Pasquotank)
El municipio de Providence (en inglés: Providence Township) es un municipio ubicado en el  condado de Pasquotank en el estado estadounidense de Carolina del Norte. En el año 2010 tenía una población de 8.351 habitantes.

## Geografía
El municipio de Providence se encuentra ubicado en las coordenadas 36°20′39.56″N 76°15′55.77″O / 36.3443222, -76.2654917.